# Ptica gromovnica
Ptica gromovnica (engl. Thunderbird) široko je rasprostranjena figura u indijanskoj mitologiji, osobito među plemenima Srednjeg zapada, ravnica i sjeverozapadne obale, među kojima su Sioux, Arapahoe, Wichita, Anishinaabe, Salish, i mnoga druga.
Thunderbird je opisana kao ogromna ptica (prema mnogim sjeverozapadnim plemenima, dovoljno velika da nosi kita ubojicu u svojim pandžama kao što orao nosi ribu) koja je odgovorna za zvuk grmljavine (a u nekim slučajevima i munje). Indijanske zajednice imale su različite tradicije u vezi s Thunderbirdom. U nekim plemenima, Thunderbirdi se smatraju iznimno svetim silama prirode, dok se u drugima tretiraju kao moćni, ali inače obični pripadnici životinjskog carstva. U tradiciji Gros Ventrea, Thunderbird (Bha'a) je bio taj koji je ljudima dao svetu lulu. Neka ravničarska plemena povezivala su ptice gromovnice s ljetnom sezonom (u mitologiji Arapaha, ptica grom je bila suprotstavljena sila Bijeloj sovi, koja je predstavljala zimu.)
Gromovi se također koriste kao klanske životinje u nekim indijanskim kulturama. Plemena s Thunderbird klanovima uključuju plemena Kwakiutl i Ho-Chunk. Na sjeverozapadnoj obali, simbol ptice groma često se koristi kao grb totemskog stupa.
Domorodački nazivi za nju su:  Wakinyan (Sioux), Animikii (Anishinaabe), Boh'ooo ili Etcitane:bate (Arapaho), Bha'a (Gros Ventre), Cigwe (Potawatomi), Enaemaehkiw/Inaemehkiwak (Menominee).